# Xarur-Daralaiaz (uezde)
Xarur-Daralaiaz (em russo: Шару́ро-Даралагёзскій уѣ́здъ; romaniz.: Xaruro-Daralagozski uezd) era um distrito (uezde) da Gubernia de Erevã do Vice-Reino do Cáucaso do Império Russo. Fazia fronteira ao norte com os uezdes de Erevã e Nova Baiazete, ao sul com o uezde de Naquichevão, a leste com os uezdes de Zanguezur e Jevanxir da Gubernia de Elizavetpol a a sudoeste com a Pérsia. Incluía a maior parte da província de Vaiose Zor da atual Armênia e o distrito de Xarur do enclave de Naquichevão do atual Azerbaijão. O centro administrativo do era Baxe Noraxém (atual Xarur).

## Geografia
A geografia do uezde assemelhava-se a uma cratera cercada ao sul, norte e leste por altas cadeias de montanhas do Cáucaso Menor. A planície, que compunha uma pequena parte do uezde, ficava perto do rio Aras, no qual desaguava o único rio que irrigava as planícies, o Arpa. A parte montanhosa do território era chamada de Daralaiaz e a parte baixa era chamada de Xarur. Daralaiaz constituía aproximadamente 70% de toda a área e Xarur constituía aproximadamente 30%, embora incluísse cerca de metade da população. O Arpa começava na ponta sudeste do lago Sevã (Goquecha) e fluía 107 verstas antes de desaguar no Aras. Tinha muitos afluentes, sendo o Alaguioz o mais longo. Aproximadamente 12 150 dessiatins da parte montanhosa eram florestados. A temperatura no inverno atingiu -27 °C.

## Economia
Os armênios estavam concentrados principalmente na montanhosa Daralaiaz, enquanto a planície de Xarur era predominantemente tártara. A população em Daralaiaz estava envolvida principalmente na criação de gado, enquanto os moradores de Xarur estavam envolvidos na agricultura e jardinagem. A manufatura não foi desenvolvida nesta parte da província. Apenas 47 empresas de vinificação, 299 moinhos, 89 fábricas de limpeza de algodão e quatro fábricas de limpeza de arroz existiam no uezde.

## História
O território do uezde fazia parte dos canatos de Erevã e Naquichevão da Pérsia até 1828, quando, de acordo com o Tratado de Turcamanchai, foram anexados ao Império Russo. Foi administrado como parte do oblast da Armênia de 1828 a 1840. Em 1844, o Vice-Reino do Cáucaso foi restabelecido, no qual o território do uezde de Xarur-Daralaiaz fazia parte da Gubernia de Tíflis. Em 1849, a Gubernia de Erevã foi estabelecida, separada da Gubernia de Tíflis. Era composta pelos uezdes de Erevã, Naquichevão, Alexandropol, Nova Baiazete e Ordubade. Após reformas administrativas, a parte norte do uezde de Naquichevão (Daralaiaz) foi separada para fazer parte do novo uezde de Xarur-Daralaiaz em 1870. Ao longo de 1918–1920, o uezde foi fortemente disputado entre as forças da Primeira República da Armênia e da República Democrática do Azerbaijão. Após o estabelecimento do governo soviético em 1920, o território do uezde foi dividido. Daralaiaz (atual Vaiose Zor) tornou-se parte da RSS da Armênia e Xarur tornou-se parte da RSS do Naquichevão da RSS do Azerbaijão, de acordo com os tratados de Moscou e Carse.

## Divisões administrativas
Os subdistritos (uchastoques) do distrito de Xarur-Daralaiaz em 1913 eram os seguintes:
| Nome                         | População de 1912 | Área                                                        |
| ---------------------------- | ----------------- | ----------------------------------------------------------- |
| 1-i uchastoque (1-й участок) | 44 051            | 747,26 verstas quadradas (850,43 quilômetros quadrados)     |
| 2-i uchastoque (2-й участок) | 44 448            | 1 890,24 verstas quadradas (2 151,21 quilômetros quadrados) |

## Demografia

### Censo do Império Russo
De acordo com o Censo do Império Russo, o uezde tinha uma população de 76 538 pessoas em 28 de janeiro (E.A. 15 de janeiro] de 1897, incluindo 41 055 homens e 35 483 mulheres. A pluralidade da população indicou que o tártaro[a] era sua língua materna, com minorias significativas de língua armênia e curda.
| Idioma      | Falantes nativos | %      |
| ----------- | ---------------- | ------ |
| Tártaro[a]  | 51 560           | 67,37  |
| Armênio     | 20 726           | 27,08  |
| Curdo       | 3 761            | 4,91   |
| Assírio     | 331              | 0,43   |
| Russo       | 61               | 0,08   |
| Ucraniano   | 57               | 0,07   |
| Polonês     | 12               | 0,02   |
| Georgiano   | 7                | 0,01   |
| Judeu       | 6                | 0,01   |
| Bielo-russo | 4                | 0,01   |
| Grego       | 4                | 0,01   |
| Alemão      | 1                | 0,00   |
| Italiano    | 1                | 0,00   |
| Outro       | 7                | 0,01   |
| TOTAL       | 76 538           | 100,00 |

### Kavkazski kalendar
De acordo com a publicação de 1917 do Kavkazski kalendar, o uezde tinha uma população de 90 250 em 14 de janeiro [E.A. 1 de janeiro] de 1916, incluindo 47 399 homens e 42 851 mulheres, 88 496 dos quais eram a população permanente e 1 754 eram residentes temporários. As estatísticas indicaram que o uezde era predominantemente muçulmano xiita com uma minoria armênia significativa:
| Nacionalidade                 | Número | %      |
| ----------------------------- | ------ | ------ |
| Muçulmanos xiitas (tártaros)  | 57 982 | 64,25  |
| Armênios                      | 29 165 | 32,32  |
| Curdos                        | 1 861  | 2,06   |
| Cristãos asiáticos            | 598    | 0,66   |
| Muçulmanos sunitas (tártaros) | 511    | 0,57   |
| Russos                        | 122    | 0,14   |
| Outros europeus               | 8      | 0,01   |
| Caucasianos do Norte          | 3      | 0,00   |
| TOTAL                         | 90 250 | 100,00 |